# Джон Съртис
Джон Съртис (на английски: John Surtees) е британски състезател по мотоциклетизъм и във Формула 1. Световен шампион по мотоциклетизъм в кралския клас за 1956, 1958, 1959 и 1960 година, и световен шампион от Формула 1 за 1964 година. Джон Съртис е единственият, печелил световна титла както на две, така и на четири колела.

## Биография
Роден е на 11 февруари 1934 г. в Татсфилд, Англия. Баща му е търговец на мотоциклети в Южен Лондон. Първата изява на Съртис в професионалните състезания е като копилот на баща си. Двамата печелят състезанието, но след като организаторите разбират за възрастта му са дисквалифицирани.
Съртис се жени три пъти, първо за Патриша Бърк през 1962 г.; двойката се развежда през 1979 г. Втората му съпруга е Джанис Шиара, за която той се жени през 1979 г. и се развеждат през 1982 г. Джейн Спароу е третата му съпруга, за която се жени през 1987 г. и с която имат три деца – Леонора, Едуина и Хенри.
Неговият син Хенри Съртис, който пилотира в Световните серии Формула 2, загива след нелеп инцидент по време на състезание на пистата „Брандс Хетч“, (Англия), на 19 юли 2009 година. При удар в предпазните огради на друг британски пилот – Джак Кларк, една от гумите се откъсва и полетява към пистата, където удря по предпазния шлем преминаващия Хенри Съртис. Младият пилот губи съзнание и се удря в предпазните ограждения на следващия десен завой. Въпреки че е изваден за броени минути от болида, Хенри умира няколко часа по-късно в болница.
Джон Съртис умира от дихателна недостатъчност на 10 март 2017 г. в болница „Сейнт Джордж“ в Лондон, на 83-годишна възраст. Той е погребан до сина си Хенри в църквата „Св. Петър и Св. Павел“ в Лингфийлд, Съри.